# Liste der Monuments historiques in Œuilly (Marne)
Die Liste der Monuments historiques in Œuilly führt die Monuments historiques in der französischen Gemeinde Œuilly auf.

## Liste der Immobilien
| Bezeichnung      | Beschreibung           | Standort                 | Kennzeichnung | Schutzstatus | Datum | Bild           |
| ---------------- | ---------------------- | ------------------------ | ------------- | ------------ | ----- | -------------- |
| Kirche St-Memmie | ab dem 12. Jahrhundert | Place de l’Église (Lage) | PA00078752    | Classé       | 1923  | weitere Bilder |

## Liste der Objekte
| Bezeichnung                                      | Beschreibung                                            | Standort                       | Kennzeichnung | Schutzstatus   | Datum | Bild |
| ------------------------------------------------ | ------------------------------------------------------- | ------------------------------ | ------------- | -------------- | ----- | ---- |
| Skulptur Heiliger Memmius                        | Holz, 17. Jahrhundert                                   | in der Kirche St-Memmie (Lage) | PM51003342    | Inscrit        | 1993  |      |
| Gesprenge des Hauptaltars                        | Stein, 16. Jahrhundert                                  | in der Kirche St-Memmie (Lage) | PM51000599    | Classé         | 1917  |      |
| Skulptur Sitzende Madonna mit Kind               | Holz, 14. Jahrhundert                                   | in der Kirche St-Memmie (Lage) | PM51000600    | Classé         | 1917  |      |
| Altar                                            | Holz, 18. Jahrhundert                                   | in der Kirche St-Memmie (Lage) | PM51003347    | Inscrit        | 1993  |      |
| Tabernakel und Altaraufbau                       | Holz, Anfang des 19. Jahrhunderts                       | in der Kirche St-Memmie (Lage) | PM51003344    | Inscrit        | 1993  |      |
| Skulptur Heiliger Nikolaus (1)                   | Stein, farbig gefasst, 15. Jahrhundert                  | in der Kirche St-Memmie (Lage) | PM51000602    | Classé         | 1977  |      |
| Skulptur Heiliger Klemens                        | Holz, 16. Jahrhundert                                   | in der Kirche St-Memmie (Lage) | PM51003340    | Inscrit        | 1993  |      |
| Skulptur Heiliger Nikolaus (2)                   | Holz, 17. Jahrhundert                                   | in der Kirche St-Memmie (Lage) | PM51003341    | Inscrit        | 1993  |      |
| Teile des alten Hauptaltars                      | Holz, Anfang des 19. Jahrhunderts                       | in der Kirche St-Memmie (Lage) | PM51003345    | Classé Inscrit | 1992  |      |
| Zwei Skulpturen: Heilige Martha und heilige Syra | Stein, 15. Jahrhundert                                  | in der Kirche St-Memmie (Lage) | PM51000601    | Classé         | 1917  |      |
| Pietà                                            | Holz, farbig gefasst, nicht datiert; Verbleib unbekannt | in der Kirche St-Memmie (Lage) | PM51002904    | Inscrit        | 1978  |      |
| Kreuzigungsgruppe                                | auf dem Triumphbogen; Holz, 17. Jahrhundert             | in der Kirche St-Memmie (Lage) | PM51003343    | Inscrit        | 1993  |      |
| Teile eines Retabels                             | Holz, 17. Jahrhundert                                   | in der Kirche St-Memmie (Lage) | PM51003346    | Inscrit        | 1993  |      |
| Skulptur Heiliger Sebastian                      | Holz, 15. Jahrhundert                                   | in der Kirche St-Memmie (Lage) | PM51003661    | Inscrit        | 1996  |      |